# Gran Premio degli Stati Uniti d'America 2003
Il Gran Premio degli Stati Uniti 2003 è stato un Gran Premio di Formula 1 disputato il 28 settembre 2003 in un tracciato ricavato all'interno dell'ovale di Indianapolis. La gara è stata vinta da Michael Schumacher su Ferrari.

## Vigilia

### Aspetti sportivi
Ralph Firman tornò alla guida della Jordan dopo aver saltato il Gran Premio d'Italia ed il Gran Premio d'Ungheria per infortunio. Il pilota irlandese, che era stato sostituito nelle due occasioni dal collaudatore Zsolt Baumgartner, era stato vittima di un violento incidente durante le prove libere sul circuito magiaro.
Anche Ralf Schumacher tornò al volante della sua vettura, essendosi ristabilito dalle conseguenze di un incidente nei test precedenti il Gran Premio d'Italia.

### Aspetti tecnici
A due gare dal termine del campionato la maggior parte delle scuderie non portarono aggiornamenti consistenti delle proprie vetture, essendo ormai concentrate sulla stagione successiva. Fecero eccezione le tre squadre ancora impegnate nella lotta per i titoli mondiali: Ferrari e BMW portarono versioni potenziate dei rispettivi propulsori, oltre a vari affinamenti delle appendici aerodinamiche delle vetture. Anche la McLaren continuò a portare piccole modifiche aerodinamiche, mentre la BAR fu l'unica tra le scuderie non di vertice a introdurre novità di un certo rilievo, portando in pista una versione potenziata del propulsore Honda e un nuovo cambio sviluppato dalla casa giapponese.

## Prove libere

### Resoconto
Nella sessione di test privati di venerdì Renault, Jordan e Minardi portarono in pista tre vetture, affidandole ai piloti titolari e ai rispettivi collaudatori Allan McNish, Björn Wirdheim (che fece il suo debutto in Formula 1) e Gianmaria Bruni.
Le prove libere di venerdì si svolsero con tempo variabile, mentre nella notte successiva ci furono pesanti precipitazioni, tanto che la prima sessione del sabato iniziò con pista ancora bagnata. La McLaren non mandò in pista né Räikkönen né Coulthard, motivando la scelta con il fatto che le condizioni della pista sarebbero cambiate radicalmente nel prosieguo del week-end e che quindi i dati ricavati sarebbero stati inutili. Anche Michael Schumacher, fermato da un problema tecnico, saltò questa sessione.
Le condizioni variabili avvantaggiarono le squadre che avevano preso parte alla sessione di test privati del venerdì, grazie alla quale ebbero due ore di lavoro su un tracciato asciutto.

### Risultati
I tempi migliori nelle prove libere di venerdì mattina furono i seguenti:
| Pos | Nº | Pilota          | Costruttore    | Tempo    |
| --- | -- | --------------- | -------------- | -------- |
| 1   | 7  | Jarno Trulli    | Renault        | 1'11"153 |
| 2   | 4  | Ralf Schumacher | Williams - BMW | 1'11"339 |
| 3   | 20 | Olivier Panis   | Toyota         | 1'11"388 |

I tempi migliori nella prima sessione di prove libere di sabato furono i seguenti:
| Pos | Nº | Pilota             | Costruttore    | Tempo    |
| --- | -- | ------------------ | -------------- | -------- |
| 1   | 7  | Jarno Trulli       | Renault        | 1'12"408 |
| 2   | 4  | Ralf Schumacher    | Williams - BMW | 1'12"468 |
| 3   | 3  | Juan Pablo Montoya | Williams - BMW | 1'12"495 |

I tempi migliori nella seconda sessione di prove libere di sabato furono i seguenti:
| Pos | Nº | Pilota             | Costruttore | Tempo    |
| --- | -- | ------------------ | ----------- | -------- |
| 1   | 2  | Rubens Barrichello | Ferrari     | 1'11"112 |
| 2   | 7  | Jarno Trulli       | Renault     | 1'11"124 |
| 3   | 1  | Michael Schumacher | Ferrari     | 1'11"139 |

## Qualifiche

### Resoconto
Nel breve warm up prima delle qualifiche Trulli ebbe un incidente; il pilota italiano, che era stato regolarmente tra i più veloci fino a quel momento, dovette quindi affrontare le qualifiche con una vettura riparata all'ultimo istante, compromettendo la possibilità di lottare per le prime posizioni.
Per via del meteo variabile sia nella giornata di venerdì che il sabato mattina la maggioranza delle scuderie non riuscì ad avere dati a sufficienza per definire un assetto ideale, favorendo un rimescolamento dei valori in campo. La pole position fu conquistata da Räikkönen, che risultò più veloce di circa un decimo rispetto a Barrichello. Alle loro spalle si piazzò Panis, tra i primi a scendere in pista dopo aver fatto segnare il tempo del venerdì su tracciato bagnato. Il pilota francese portò alla scuderia Toyota il miglior piazzamento in griglia della sua breve storia, precedendo le due Williams di Montoya e Ralf Schumacher e la Renault di Alonso.
Michael Schumacher, autore di diversi errori e insoddisfatto dell'assetto della sua monoposto, marcò solamente il settimo tempo. Alle sue spalle, a chiudere il gruppo dei primi dieci, si piazzarono Coulthard, Da Matta e Trulli.

### Risultati
| Pos | No | Pilota                | Costruttore        | Pneumatici | Venerdì  | Sabato   | Distacco |
| --- | -- | --------------------- | ------------------ | ---------- | -------- | -------- | -------- |
| 1   | 6  | Kimi Räikkönen        | McLaren - Mercedes | M          | 1'10"756 | 1'11"670 |          |
| 2   | 2  | Rubens Barrichello    | Ferrari            | B          | 1'09"835 | 1'11"794 | +0"124   |
| 3   | 20 | Olivier Panis         | Toyota             | M          | 1'17"666 | 1'11"920 | +0"250   |
| 4   | 3  | Juan Pablo Montoya    | Williams - BMW     | M          | 1'10"372 | 1'11"948 | +0"278   |
| 5   | 4  | Ralf Schumacher       | Williams - BMW     | M          | 1'10"222 | 1'12"078 | +0"408   |
| 6   | 8  | Fernando Alonso       | Renault            | M          | 1'10"556 | 1'12"087 | +0"417   |
| 7   | 1  | Michael Schumacher    | Ferrari            | B          | 1'10"736 | 1'12"194 | +0"524   |
| 8   | 5  | David Coulthard       | McLaren - Mercedes | M          | 1'10"450 | 1'12"297 | +0"627   |
| 9   | 21 | Cristiano da Matta    | Toyota             | M          | 1'11"949 | 1'12"326 | +0"656   |
| 10  | 7  | Jarno Trulli          | Renault            | M          | 1'09"556 | 1'12"566 | +0"896   |
| 11  | 17 | Jenson Button         | BAR - Honda        | B          | 1'11"847 | 1'12"695 | +1"025   |
| 12  | 16 | Jacques Villeneuve    | BAR - Honda        | B          | 1'18"547 | 1'13"050 | +1"380   |
| 13  | 9  | Nick Heidfeld         | Sauber - Petronas  | B          | 1'17"768 | 1'13"083 | +1"413   |
| 14  | 14 | Mark Webber           | Jaguar - Cosworth  | M          | 1'10"081 | 1'13"269 | +1"599   |
| 15  | 10 | Heinz-Harald Frentzen | Sauber - Petronas  | B          | 1'13"541 | 1'13"447 | +1"777   |
| 16  | 15 | Justin Wilson         | Jaguar - Cosworth  | M          | 1'19"491 | 1'13"585 | +1"915   |
| 17  | 11 | Giancarlo Fisichella  | Jordan - Ford      | B          | 1'12"227 | 1'13"798 | +2"128   |
| 18  | 12 | Ralph Firman          | Jordan - Ford      | B          | 1'19"383 | 1'14"027 | +2"357   |
| 19  | 19 | Jos Verstappen        | Minardi - Cosworth | B          | s.t.     | 1'15"360 | +3"690   |
| 20  | 18 | Nicolas Kiesa         | Minardi - Cosworth | B          | 1'21"973 | 1'15"644 | +3"974   |

## Gara

### Resoconto

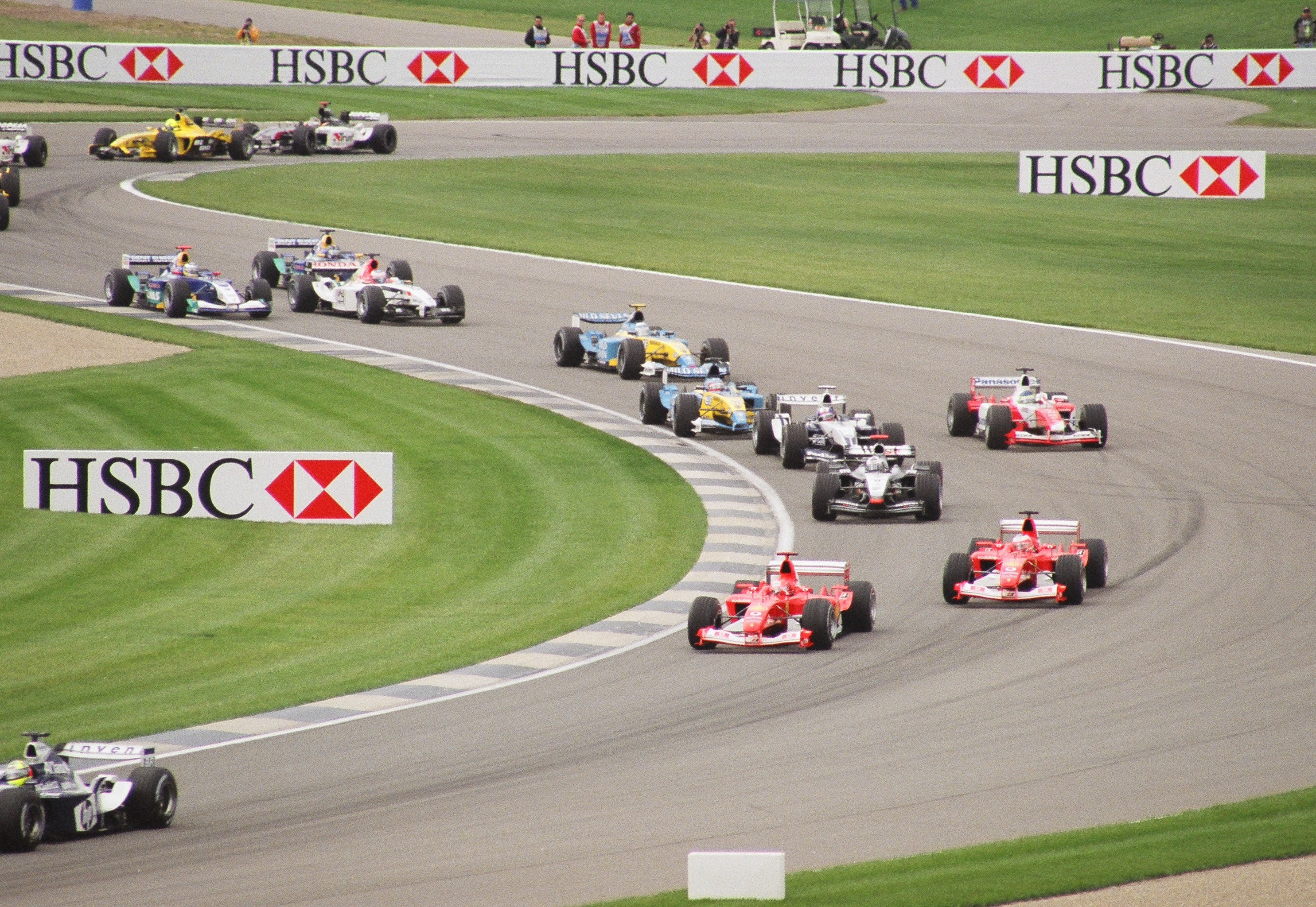
Una fase di gara del Gran Premio.

Al via Räikkönen mantenne la prima posizione, mentre alle sue spalle Barrichello fu sopravanzato da Panis e Ralf Schumacher e Montoya fu passato dai fratelli Schumacher. Al termine del primo giro Räikkönen conduceva davanti a Panis, Ralf Schumacher, Michael Schumacher, Coulthard, Barrichello e Montoya. Nel tentativo di recuperare le posizioni perse in partenza, nel corso della terza tornata il pilota colombiano affiancò con decisione il ferrarista: i due si toccarono e Barrichello fu costretto al ritiro, mentre Montoya fu sopravanzato dalle due Renault, continuando senza danni apparenti alla vettura. Ralf Schumacher si sbarazzò di Panis, imitato un giro più tardi dal fratello; più indietro, Montoya recuperò rapidamente, mentre Alonso superò Coulthard. Attorno al sesto passaggio cominciò a cadere una leggera pioggia: in queste condizioni le gomme Michelin si dimostrarono molto più efficaci delle rivali Bridgestone e Michael Schumacher fu costretto a cedere diverse posizioni, mentre Montoya rimontò fino al terzo posto. Il pilota colombiano era, però, sotto inchiesta da parte dei commissari per la manovra commessa ai danni di Barrichello. Alcuni piloti (tra i quali Panis) rientrarono ai box per montare gomme da bagnato, ma la pioggia cessò dopo appena due tornate, costringendoli ad una seconda sosta ai box.
Räikkönen continuò a condurre la corsa davanti a Ralf Schumacher, Coulthard, Montoya, Alonso, Michael Schumacher e Trulli. Man mano che la pista si asciugava, il pilota tedesco della Ferrari riprese a girare su tempi competitivi, facendo anche segnare il giro più veloce. Al 15º passaggio Montoya sopravanzò Coulthard. Due giri più tardi entrambi effettuarono il rifornimento, ma il colombiano ebbe un problema con il bocchettone della benzina che gli fece perdere parecchio tempo. Nel frattempo ricominciò a piovere, ma nessuno dei piloti di testa che effettuarono la prima sosta scelse pneumatici da bagnato. Gli unici a farlo furono Frentzen, Button e Wilson. La pioggia però aumentò notevolmente di intensità e anche gli altri piloti furono costretti a tornare nuovamente ai box per montare gomme adatte: Ralf Schumacher, Webber e Coulthard, rimasti in pista con coperture da asciutto, si trovarono con delle vetture completamente inguidabili e compirono tutti dei fuoripista: i primi due furono costretti al ritiro, mentre lo scozzese riuscì a proseguire, seppur irrimediabilmente attardato. Nel frattempo a Montoya fu inflitto un drive-through di penalità per il contatto con Barrichello. Il pilota colombiano sprofondò nelle retrovie, rientrando in pista in undicesima posizione.

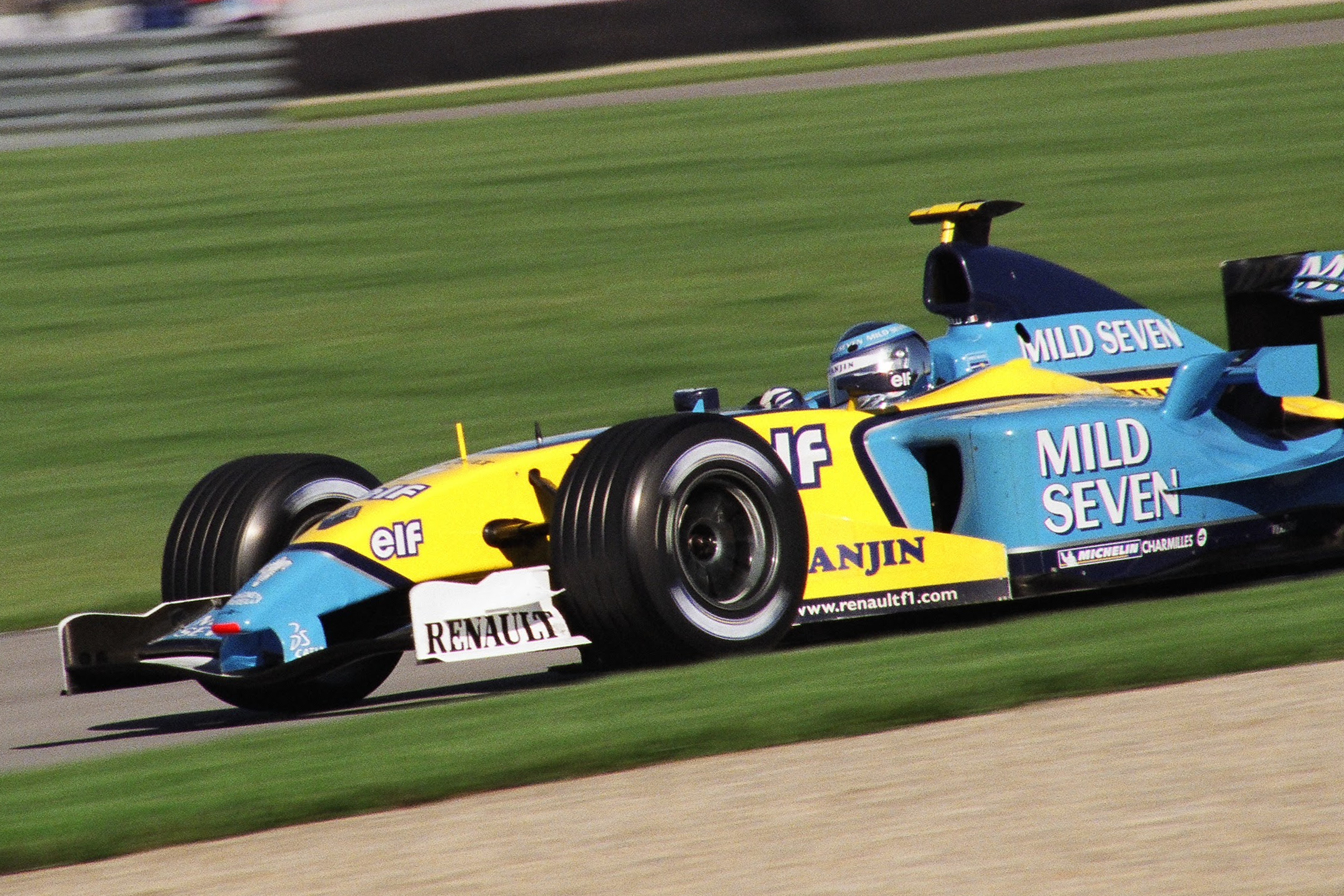
Jarno Trulli alla guida della sua Renault durante la corsa.

La classifica della gara fu così rivoluzionata: al 23º giro Button si trovava in testa davanti a Frentzen, Räikkönen, Wilson, Alonso e Michael Schumacher. Tuttavia, in condizioni di pista completamente bagnata le gomme Bridgestone risultarono molto più competitive delle Michelin e Schumacher passò immediatamente i due piloti che lo precedevano e, alla 28ª tornata, anche Räikkönen. Quattro passaggi più tardi il pilota tedesco sopravanzò anche Frentzen, recuperando poi rapidamente lo svantaggio da Button e sorpassandolo al 36º giro. Cinque giri dopo l'inglese si ritirò, tradito dal cambio della sua BAR. Alle spalle di Schumacher vennero a trovarsi, quindi, Frentzen, Räikkönen, Heidfeld, Trulli, Fisichella ed Alonso. La pioggia smise di cadere e la pista andò asciugandosi. Durante la seconda serie di soste, aperta da Räikkönen nel corso del 42º giro, tutti i piloti montarono gomme da asciutto, ma non ci furono cambi di posizione significativi. Schumacher continuò a condurre precedendo Frentzen, Räikkönen, Heidfeld, Trulli, Fisichella, Montoya e Wilson. Il pilota della McLaren recuperò progressivamente terreno su Frentzen, superandolo nel corso della 54ª tornata. Nove giri più tardi Trulli sopravanzò Heidfeld, mentre a sei passaggi dal termine Montoya superò Fisichella, portandosi in sesta posizione.
Non ci furono altri sorpassi e Schumacher andò a vincere davanti a Räikkönen, Frentzen (che conquistò il suo ultimo podio in F1 e al contempo il primo per la Sauber dal Gran Premio del Brasile 2001), Trulli, Heidfeld, Montoya, Fisichella e Wilson, al primo punto in carriera. Con questa vittoria il tedesco ipoteca il sesto titolo mondiale della sua carriera: l'unico avversario ancora matematicamente in gioco rimase Räikkönen, staccato di ben nove lunghezze. Montoya, staccato di dieci punti dalla vetta, dovette invece dire addio alla possibilità di conquistare il mondiale: se anche il colombiano avesse vinto il successivo Gran Premio del Giappone con Schumacher fuori dai punti, il tedesco si sarebbe comunque aggiudicato il titolo per il maggior numero di vittorie conquistate. Nel campionato costruttori, invece, la Ferrari si riportò in testa con tre punti di vantaggio sulla Williams.

### Risultati
| Pos      | No | Pilota                | Costruttore        | Pneumatici | Giri | Tempo/Ritiro e posizione al ritiro | Partenza | Punti |
| -------- | -- | --------------------- | ------------------ | ---------- | ---- | ---------------------------------- | -------- | ----- |
| 1        | 1  | Michael Schumacher    | Ferrari            | B          | 73   | 1h33'35"997                        | 7        | 10    |
| 2        | 6  | Kimi Räikkönen        | McLaren - Mercedes | M          | 73   | +18"258                            | 1        | 8     |
| 3        | 10 | Heinz-Harald Frentzen | Sauber - Petronas  | B          | 73   | +37"964                            | 15       | 6     |
| 4        | 7  | Jarno Trulli          | Renault            | M          | 73   | +48"239                            | 10       | 5     |
| 5        | 9  | Nick Heidfeld         | Sauber - Petronas  | B          | 73   | +56"403                            | 13       | 4     |
| 6        | 3  | Juan Pablo Montoya    | Williams - BMW     | M          | 72   | +1 giro                            | 4        | 3     |
| 7        | 11 | Giancarlo Fisichella  | Jordan - Ford      | B          | 72   | +1 giro                            | 17       | 2     |
| 8        | 15 | Justin Wilson         | Jaguar - Cosworth  | M          | 71   | +2 giri                            | 16       | 1     |
| 9        | 21 | Cristiano da Matta    | Toyota             | M          | 71   | +2 giri                            | 9        |       |
| 10       | 19 | Jos Verstappen        | Minardi - Cosworth | B          | 69   | +4 giri                            | 19       |       |
| 11       | 18 | Nicolas Kiesa         | Minardi - Cosworth | B          | 69   | +4 giri                            | 20       |       |
| Ritirato | 16 | Jacques Villeneuve    | BAR - Honda        | B          | 63   | Motore (9°)                        | 12       |       |
| Ritirato | 12 | Ralph Firman          | Jordan - Ford      | B          | 48   | Testacoda (13°)                    | 18       |       |
| Ritirato | 5  | David Coulthard       | McLaren - Mercedes | M          | 45   | Trasmissione (13°)                 | 8        |       |
| Ritirato | 8  | Fernando Alonso       | Renault            | M          | 44   | Motore (7°)                        | 6        |       |
| Ritirato | 17 | Jenson Button         | BAR - Honda        | B          | 41   | Motore (2°)                        | 11       |       |
| Ritirato | 20 | Olivier Panis         | Toyota             | M          | 27   | Incidente                          | 3        |       |
| Ritirato | 14 | Mark Webber           | Jaguar - Cosworth  | M          | 21   | Incidente (1°)                     | 14       |       |
| Ritirato | 4  | Ralf Schumacher       | Williams - BMW     | M          | 21   | Incidente (2°)                     | 5        |       |
| Ritirato | 2  | Rubens Barrichello    | Ferrari            | B          | 2    | Collisione con J.P.Montoya(5°)     | 2        |       |

## Classifiche

### Piloti
| Pos. | Pilota                | Punti |
| ---- | --------------------- | ----- |
| 1    | Michael Schumacher    | 92    |
| 2    | Kimi Räikkönen        | 83    |
| 3    | Juan Pablo Montoya    | 82    |
| 4    | Ralf Schumacher       | 58    |
| 5    | Rubens Barrichello    | 55    |
| 5    | Fernando Alonso       | 55    |
| 7    | David Coulthard       | 45    |
| 8    | Jarno Trulli          | 29    |
| 9    | Mark Webber           | 17    |
| 10   | Heinz-Harald Frentzen | 13    |
| 11   | Giancarlo Fisichella  | 12    |
| 11   | Jenson Button         | 12    |
| 13   | Cristiano da Matta    | 8     |
| 14   | Olivier Panis         | 6     |
| 14   | Nick Heidfeld         | 6     |
| 14   | Jacques Villeneuve    | 6     |
| 17   | Marc Gené             | 4     |
| 18   | Ralph Firman          | 1     |
| 18   | Justin Wilson         | 1     |

### Costruttori
| Pos. | Team               | Punti |
| ---- | ------------------ | ----- |
| 1    | Ferrari            | 147   |
| 2    | Williams - BMW     | 144   |
| 3    | McLaren - Mercedes | 128   |
| 4    | Renault            | 84    |
| 5    | Sauber - Petronas  | 19    |
| 6    | BAR - Honda        | 18    |
| 7    | Jaguar - Cosworth  | 18    |
| 8    | Toyota             | 14    |
| 9    | Jordan - Ford      | 13    |
| 10   | Minardi - Cosworth | 0     |